# Чернов, Герман
Ге́рман Черно́в (англ. Herman Chernoff) (род. 1 июля 1923, Нью-Йорк) — американский учёный в области прикладной математики, профессор Массачусетского технологического института, президент Института математической статистики (1968—1969). Профессор-эмерит Гарвардского университета.

## Происхождение и образование
Родился в семье Макса и Полины Чернофф, еврейских эмигрантов из России.
Окончил Сити-колледж (1943), магистр (1945). Доктор философии по прикладной математике (1948).

## Основные направления исследований
Теория оптимального планирования эксперимента, математический анализ, проблемы статистики в молекулярной биологии. Широкую известность получила его работа в области мультивариантного анализа через пиктографику (лица Чернова), неравенство Чернова.

## Почётные звания и степени
Член Национальной академии наук США, Американской академии искусств и наук. Почётный доктор (honoris causa) Университета Огайо, Техниона в Израиле, Римского университета Ла Сапиенца и Афинского университета.

## Публикации
- Herman Chernoff (1973). «The Use of Faces to Represent Points in K-Dimensional Space Graphically». Journal of the American Statistical Association 68 (342): 361—368
- Chernoff H. Elementary decision theory. (1959) — 364 pages
- Chernoff H. Sequential Analysis and Optimal Design (1972) — 119 pages